# Charles Gras de Preigné
Pour les articles homonymes, voir Gras.
Charles Gras de Peigné est un homme politique français né le 12 avril 1809 à Saint-Amour (Jura) et décédé le 29 septembre 1889 à Bouffémont (Val-d'Oise).

## Biographie
Lieutenant de cavalerie, il quitte l'armée en 1830. Il est député des Hautes-Pyrénées de 1842 à 1846, siégeant avec les légitimistes.

## Sources
- « Charles Gras de Preigné », dans Adolphe Robert et Gaston Cougny, Dictionnaire des parlementaires français, Edgar Bourloton, 1889-1891 [détail de l’édition]